# シンデレラ (1997年のテレビ映画)
『シンデレラ』（原題：Cinderella）は、1997年11月2日公開のアメリカ合衆国のウォルト・ディズニー・テレビジョンのプロデュースによる恋愛ミュージカル・ファンタジー映画。

## 概要
ロジャース&ハマースタインのテレビ・ミュージカル映画『シンデレラ』のリメイクで、テレビ映画『シンデレラ』3本のうちの1本である。ロバート・L・フリードマンが脚本、ロバート・イスコヴが演出、ロブ・マーシャルが振付を務め、ヒューストンとウォルト・ディズニー・プロダクションのデブラ・マーティン・チェイスがプロデュースした。ディズニーが所有するABCの『ザ・ワンダフル・ワールド・オブ・ディズニー』リバイバル内で放映された。

## ストーリー
魔法使い（ホイットニー・ヒューストン）が不可能なことは何もないと語る。村ではシンデレラ（ブランディ）が横柄な継母（バーナデット・ピータース）と意地悪で嫉妬心の強い義姉妹ミネルヴァ（ナタリー・ディッセル）とキャリオペ（ヴィーン・コックス）に言い付けられた買い物の重さに苦労する。シンデレラは想像を巡らす（The Sweetest Sounds）。農民に変装したクリストファー王子（パオロ・モンタルバン）も市場をうろうろする。シンデレラが王家の馬車にぶつかりそうになったところを王子が助けて2人は出会う。話してみると、お互い閉鎖的な生活に不満があることがわかる。彼女は彼の正直さに、彼は彼女の純真さに惹かれる。シンデレラが他人と話しているとして継母に叱られ会話は終了する。彼はがっかりするが、彼女にまた会いたいと告げる。
城に戻り、王子は隠れて村に行ったことを従者ライオネル（ジェイソン・アレクサンダー）にこっぴどく叱られ、孤独を打ち明ける。母親のコンスタンティナ王妃（ウーピー・ゴールドバーグ）は王国の結婚適齢期の全ての女性から花嫁を選ぶ舞踏会の準備をしている。しかし王子は普通の出会いを望む。父親のマキシミリアン王（ヴィクター・ガーバー）は理解を示すが、王妃は聞き耳を持たない。ライオネルは「王子が舞踏会を開かれる」と公示する。一方、継母は不作法で醜悪で自分勝手な娘のうち1人が舞踏会で王子の花嫁に選ばれるように計画を練る。シンデレラも舞踏会に出たいと願う。継母はシンデレラに身分をわきまえさせ、叶わない夢を見るなと注意する。シンデレラはがっかりして冷酷で愛のない生活から逃避する夢を見る（In My Own Little Corner）。
舞踏会の準備が進み、王子は中止に応じない両親と対立する。外交手腕を活かし、ライオネルは王子を舞踏会に行かせるが、もしそこで良い出会いがなければ王子の好きなようにさせるということで王子と両親を和解させる。その頃継母はミネルヴァとキャリオペに王子の誘惑の方法を教え込み、何が何でも欠点を隠し通すように警告する。シンデレラは愛とは何かと考えるが、継母は娘たちに舞踏会には愛を探しに行くのではなく、なんとしてでも夫を得る場だと教え込む（Falling in Love With Love）。舞踏会の夜、継母、ミネルヴァ、キャリオペは派手なドレスを着て城に向かうが、シンデレラは家に残り涙する。
シンデレラの舞踏会へ行きたいという涙の訴えを聞いて、美しい魔法使いが登場し、夢を持って生きるよう諭す（Impossible）。魔法使いはかぼちゃを輝く馬車に、ねずみを御者と召使いそして馬に、シンデレラの簡素な衣服を豪華な青いドレスに変身させ、ティアラとガラスの靴を身に着けさせる。魔法使いはシンデレラに魔法が効く時間は決まっており、12時までに城を出るよう警告する。シンデレラは夢は願えば叶うということを確信する。
舞踏会でライオネルは事務的に女性たちを王子に紹介し、継母は娘のために悪巧みをする。王子は急に体をかきむしるミネルヴァや鼻を鳴らすキャリオペに魅力を感じない。突然シンデレラが階段上に登場し、王子の目にとまる。すぐに2人はワルツを踊り（Ten Minutes Ago）、義姉妹はがっかりする。王と王妃はこのミステリアスなプリンセスに興味を持つ。生い立ちを聞かれて恥ずかしくなり、シンデレラは泣きながら庭へ逃げ、魔法使いが登場して励ます。王子はシンデレラを追い、2人は互いの愛が本物か確かめ合う（Do I Love You Because You're Beautiful?）。初めてのキスを交わした直後、時計が12時の鐘を鳴らし始める。シンデレラはドレスがみすぼらしい服に戻る前に逃げ、城の階段上に彼女を示す唯一の手掛かりとなる輝くガラスの靴が片方脱げてしまう。王子は彼女を追い掛けるが、舞踏会の人混みに紛れて離れてしまう。
継母と義姉妹は家に戻り、王子との思い出を大げさに語る。また王子の視線を独り占めしたミステリアスな「プリンセスか誰か」について嫉妬を交えて語る。シンデレラがその素晴らしい夜（A Lovely Night）を思い返していると、継母は彼女がそのプリンセスだったことに気付く。彼女はシンデレラが庶民の生まれでこれまでと違う生活を夢見るのはやめるよう冷たく言い放つ。冷たい仕打ちに遭い、シンデレラはより幸せな生活を亡くなった父に祈る。魔法使いが登場し、王子に気持ちを伝えるようアドバイスする。
一方ライオネルと傷心の王子はガラスの靴をなくした女性を探しているが、王国の女性たちは誰も靴のサイズが合わない。王子とライオネルは継母の小屋にやってくる。継母と義姉妹はこの繊細な靴を履いてみようとするがサイズが合わない。意気消沈した王子が去ろうとした時、逃げようとするシンデレラを見つけると、シンデレラの荷物が王家の馬車の下敷きになる。彼は彼女が市場で会った女性だと気付き、彼はついに本物の愛を見つけ、彼女の足にガラスの靴を履かせるとぴったり合う。
シンデレラと王子は王と王妃に認められて結婚する。シンデレラの義理の家族は城の門外に締め出される。王子と新しいプリンセスとなるシンデレラは共に暮らし始める。魔法使いはこのロイヤル・カップルに「心に音楽を」（There's Music in You）とメッセージを送り祝福する。

## キャスト
| 役名                     | 俳優                       | 日本語吹き替え                                                   | 日本語吹き替え                                                |
| 役名                     | 俳優                       | NHK-BS2版                                                        | Disney+版                                                     |
| ------------------------ | -------------------------- | ---------------------------------------------------------------- | ------------------------------------------------------------- |
| シンデレラ               | ブランディ                 | 朴璐美                                                           | 白石涼子                                                      |
| フェアリー・ゴッドマザー | ホイットニー・ヒューストン | 塩田朋子                                                         | 朴璐美                                                        |
| クリストファー王子       | パオロ・モンタルバン       | 川本克彦                                                         | 小松史法                                                      |
| トレメイン夫人           | バーナデット・ピータース   | 宮寺智子                                                         | 斎藤恵理                                                      |
| ミネルバ                 | ナタリー・ディッセル       | 田野恵                                                           | 千種春樹                                                      |
| カリオペ                 | ヴィエンヌ・コックス       | 岡村明美                                                         | 坂井恭子                                                      |
| コンスタンティーナ王妃   | ウーピー・ゴールドバーグ   | 小宮和枝                                                         | 斉藤貴美子                                                    |
| マクシミリアン王         | ヴィクター・ガーバー       | 小山武宏                                                         | 水内清光                                                      |
| ライオネル               | ジェイソン・アレクサンダー | 西村知道                                                         | 岩崎ひろし                                                    |
| その他                   | N/A                        | 隈本吉成 よのひかり 大水忠相 田中一永 牛村友哉 永田亮子 大野エリ | 瀧村直樹 越後屋コースケ 稲熊美緒 藤井雄太 鳥越まあや 鶴田真希 |

- NHK-BS2版：初回放送日2005年1月7日『衛星映画劇場』15:00-16:30[1]

## スタッフ
- 製作総指揮：マイケル・アイズナー
- 原作：シャルル・ペロー
- 原案：オスカー・ハマースタイン2世
- 脚本：ロバート・L・フリードマン
- 音楽：リチャード・ロジャース
- 撮影：ラルフ・ボード
- 美術：ランディ・セル
- 衣装：エレン・マイロニック
- 特撮：ティモシー・B・グレアム
- プロデューサー：マイク・モダー、クリス・モンタン
- エグゼクティブプロデューサー：ホイットニー・ヒューストン、デヴィッド・R・ギンズバーグ、ニール・メロン、クレイグ・ゼイダン
- 監督：ロバート・イスコヴ

日本語版
| -        | NHK-BS2版                         | Disney+版                                  |
| -------- | --------------------------------- | ------------------------------------------ |
| 演出     | 佐々木由香                        | 佐々木由香                                 |
| 翻訳     | 中村久世                          | 桜井裕子                                   |
| 調整     | 高久孝雄 （オムニバス・ジャパン） | 戸島聡                                     |
| 効果     | 倉橋静男 （サウンドボックス）     | N/A                                        |
| 録音制作 | 東北新社 （青山卓史）             | スタジオ・エコー （村井享子） （木田早香） |
| 制作統括 | 西亀泰 （NHKエンタープライズ）    |                                            |

## プロダクション
ロジャース&ハマースタインの『シンデレラ』はウォルト・ディズニー・テレビジョン、シタデル・ブロードキャスティング、ストーリーライン・エンタテイメントのクレイグ・ゼイデンとニール・メロン、ホイットニー・ヒューストンのプロダクション会社ブラウンハウスの共同プロダクションであり、「ウォルト・ディズニー・アンド・ホイットニー・ヒューストン」の名で製作された。
1957年、1965年に続くミュージカル『シンデレラ』の第3弾であった。報道によると、『シンデレラ』製作のためディズニーは通常のテレビ映画の3倍以上の約1,200万ドルを費やした。出演者は多文化的で、登場する家族は皆人種が混在している。例えばシンデレラ（アフリカ系アメリカ人のブランディ）の継母は白人、義姉妹のうち1人は白人でもう1人はアフリカ系アメリカ人である。
他の作品からいくつかの曲が追加された。ロジャースの『No Strings』から『The Sweetest Sounds』がシンデレラとプリンスの歌として追加された。1953年の映画『Main Street to Broadway』から『There's Music in You』がフィナーレの魔法使いの歌として追加された。
『ニューヨーク・タイムズ』紙によるとロジャースの娘のメアリー・ロジャースは「継母はただの意地悪ではなくつらい過去を背負っていることを見せるため、ロジャースは最初のパートナーのロレンツ・ハートとの作品『The Boys from Syracuse』内の曲『Falling in Love With Love』を使用した。最初は反対であったが、バーナデットがうまく表現してくれた」と語った。この作品ではバーナデット・ピーターズが娘たちに恋愛と結婚は別だと忠告する歌を歌う。

### キャスティング
ホイットニー・ヒューストンがこの作品の契約をする際、プロデューサーにも名を連ね、シンデレラ役も行なうことになっていた。しかし彼女はブランディに「私はもう33歳だし、他の誰かではなく、あなたにシンデレラ役を演じてほしい」と語り、シンデレラ役のオーディションを受けさせた。ブランディにとってヒューストンは憧れであったため、彼女はヒューストンが魔法使い役を演じることを条件に承諾した。

## 評価
6千万人が視聴し、週最高の視聴率となり、またこの年のテレビ・ミュージカルで最高視聴率となった。
視聴者からの評価は高かったが、批評家からの評価は賛否両論であった。劇場史家のジョン・ケンリックはこの作品をミュージカル『シンデレラ』に対する「酷い冒涜」と語った。『ニューヨーク・タイムズ』紙のケイリン・ジェイムズは王子役のモンタルバンを古いタイプの深みのある声、ライオネル役のアレクサンダーをコメディに長け、王妃役のゴールドバーグを母性と気品を兼ね備え、継母役のピーターズを傲慢と悪意をコミカルに演じているとして称賛した。しかし作品については「全体を通してかぼちゃが輝く馬車に変身できなかった。ロジャース&ハマースタインの作品にしては劣り、作品に魔法をかけることができなかった。しばしば魅力的であったが、おおむね平凡で、ぎこちない『シンデレラ』であった」と語った。また彼女は主演のブランディに関して「90年代のディズニーのシンデレラとしてとても良かった」と語った。人種混在のキャストに関して「現代社会において姉妹が白人と黒人であることは何の問題もない。黒人の王妃、白人の王、フィリピン生まれの俳優が演じる王子の王家も完全に多民族であった。実際人種混在の昔話は現実との距離を強調するものであった」と語った。他の批評家は作品を称賛した。『アトランタ・ジャーナル』は「絶好の機会に時代を越えた作品でA評価」と記した。『サンディエゴ・ユニオン・トリビューン』は「この作品はおすすめ」と記した。1998年バレンタインの夜に再放送が行われ、1,500万人が視聴した。オゴーマンによると「多人種の出演者に2曲に新曲の素敵な作品」と肯定的な評価であった。オールムービーのボブ・スチュワートはこの作品を「素晴らしいシンデレラ」と評した。

## 使用楽曲
1. "Prologue" – 魔法使い
2. "Overture" – オーケストラ
3. "The Sweetest Sounds" – シンデレラ&王子
4. "The Prince is Giving a Ball"/"Your Majesties" – ライオネル, 王妃, 継母, 義姉妹
5. "In My Own Little Corner" – シンデレラ
6. "Falling in Love with Love" – 継母, 義姉妹
7. "In My Own Little Corner" (reprise) – シンデレラ
8. "Impossible" – シンデレラ&魔法使い
9. "It's Possible" – シンデレラ&魔法使い
10. "Ten Minutes Ago" – シンデレラ&王子
11. "Stepsisters' Lament" – 義姉妹
12. "Do I Love You Because You're Beautiful?" – シンデレラ&王子
13. "A Lovely Night" – シンデレラ, 義姉妹&継母
14. "Do I Love You Because You're Beautiful?" (リプライズ) – 王妃&王子
15. "Finale Ultimo" – 魔法使い
16. "There's Music in You" – 魔法使い

## 受賞歴
- 美術監督組合賞 – プロダクション・デザイン賞(受賞)

- エミー賞

芸術監督賞 (受賞)
振付賞 (ノミネート)
衣装デザイン賞 (ノミネート)
演出賞 (ノミネート)
ヘアスタイリング賞 (ノミネート)
音楽監督賞 (ノミネート)
作品賞 (ノミネート)
- NAACPイメージ・アワード

テレビ映画・ミニシリーズ主演女優賞 - ウーピー・ゴールドバーグ(ノミネート)
テレビ映画・ミニシリーズ主演女優賞 - ブランディ(ノミネート)
テレビ映画・ミニシリーズ作品賞(ノミネート)
- サテライト賞

ミニシリーズ・テレビ映画助演男優賞 - ジェイソン・アレクサンダー(ノミネート)
ミニシリーズ・テレビ映画助演女優賞 - バーナデット・ピーターズ(ノミネート)
- 全米脚本家組合賞 - 子供向け脚本賞(ノミネート)